# 鐵道部部長宿舍
鐵道部部長宿舍是位於臺灣臺北市大同區的宿舍建築，為一棟日式木造高等官舍建築，在臺灣日治時期由鐵道部部長使用，建於1932年。2007年登錄為臺北市市定古蹟。

## 介紹
鐵道部部長宿舍一帶位於臺北府城北門外，劉銘傳於1885年在此建設機器局。日人治臺後，此處成為砲兵修理工廠，之後轉為鐵道部及鐵道工場，在工場遷出後改為鐵道部宿舍區，建有多棟日式宿舍。鐵道部部長宿舍於2007年登錄為文化資產，但閒置已久，相關單位管理不善，且於2011年8月在附近發生火事，導致其他日式宿舍被燒毀。

## 建築特色
鐵道部部長宿舍為一棟獨棟木造建築，並具有一庭園。其屋頂為歇山頂、兩坡水，屋架為和式屋架，牆體為編竹泥牆外貼雨淋板，開口仍維持原有日式拉門窗。